# Алісент Гайтауер
Алісент Гайтауер (англ. Alicent Hightower) — персонаж вигаданого світу, створеного американським письменником Джорджем Мартіном у сазі «Пісня льоду й полум'я». Дружина короля Вестероса Візериса I, мати короля Ейгона II, лідер партії «зелених» у Танці Драконів. Героїня ряду книг Мартіна та серіалу «Дім Дракона».

## Біографія
Згідно з Джорджем Мартіном, Алісент належала до аристократичного роду Хайтауерів з Простору і була дочкою сіра Отто Хайтауера, королівської правиці. Вона стала другою дружиною короля Вестероса Візеріса I, якому народила чотирьох дітей: Ейгона, Ейемонда, Дейєрона та Хелейну. Візерис зробив своєю спадкоємицею дочку від першої дружини Рейєніру, але це суперечило андальському праву, що передбачав успадкування виключно по чоловічій лінії. При дворі утворилася могутня партія «зелених», яка обстоювала права на престол Ейгона. Королева Алісент стала неформальним лідером цього угрупування.
Після смерті Візериса королева звела на Залізний Трон свого сина Ейгона. Це призвело до громадянської війни, відомої як Танок Драконів. У ході конфлікту Рейніра на якийсь час зайняла столицю і засудила до смерті отця Алісент, а сама королева деякий час перебувала під домашнім арештом. Пізніше Ейгон знову зайняв Королівську Гавань, але помер від отрути, і престол зайняв син Рейєніри Ейгон III. Алісент, яка знову опинилася під домашнім арештом, поступово збожеволіла і померла під час епідемії.

## У культурі

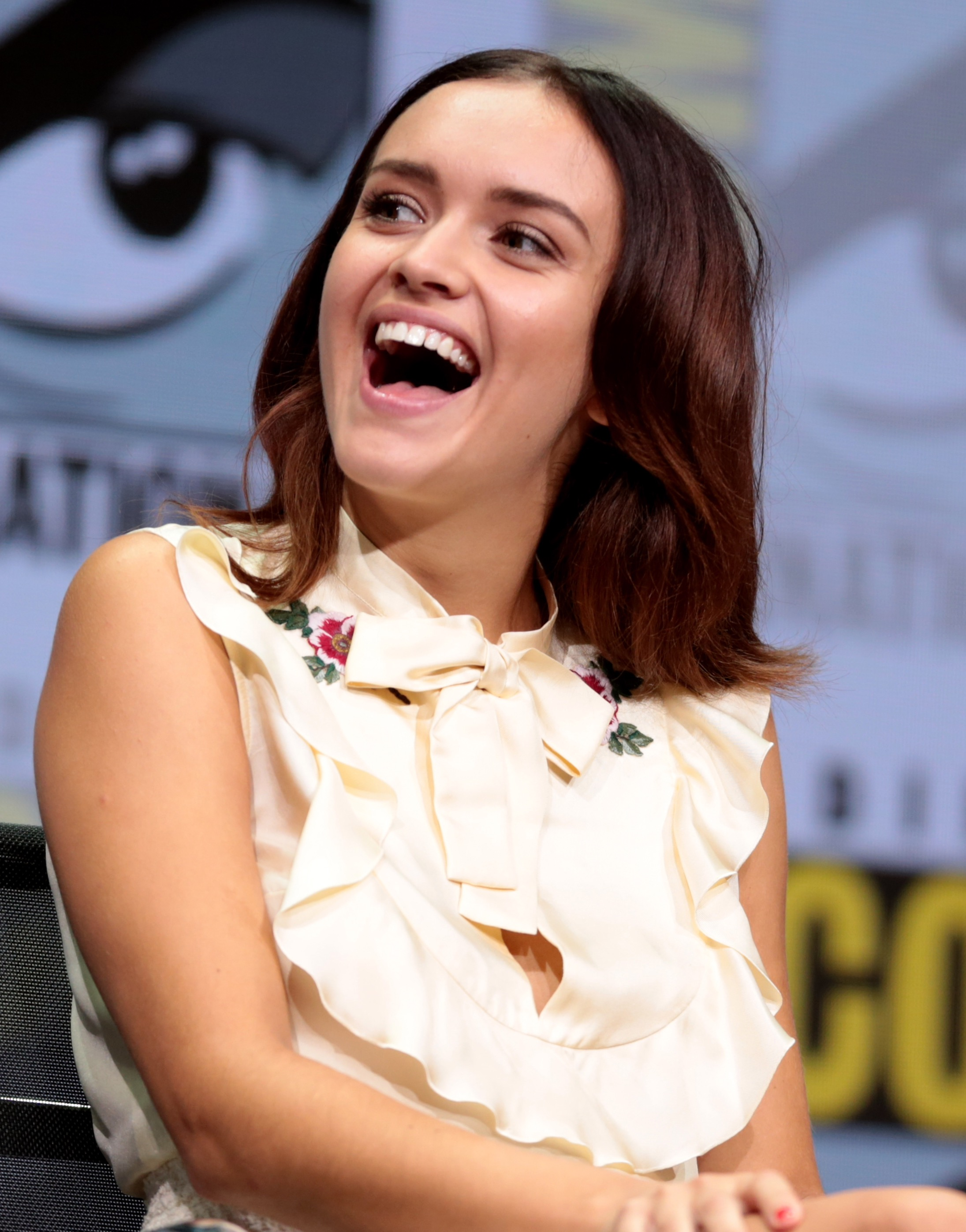
Олівія Кук

Алісент Хайтауер стала персонажем повісті Джорджа Мартіна «Принцеса і королева» та його ж псевдохронік «Світ льоду та полум'я» та «Вогонь і кров». Вона відіграє важливу роль у серіалі «Дім Дракона», де її зіграли Емілі Кері та Олівія Кук. 